# دقامر (حديبو)

تعديل مصدري - تعديل

دقامر إحدى قرى مديرية حديبو التابعة لمحافظة سقطرى، بلغ تعداد سكانها 50 نسمة حسب تعداد اليمن لعام 2004.